# 辻昌宪
辻昌宪（日语：／ Tsuji Masanori，1946年3月24日—1985年8月12日），日本男子自行车运动员。他曾代表日本参加1966年亚洲运动会自行车比赛，获得一枚金牌。他也曾参加1964年夏季奥林匹克运动会。1985年，在日本航空123号班机空难中丧生。 